# Georg Haas
Pour les articles homonymes, voir Georg Haas (homonymie) et Haas.
Georg Haas est un herpétologiste et un paléontologue israélien d’origine autrichienne, né le 19 janvier 1905 à Vienne et mort le 13 septembre 1981 à Jérusalem.

## Biographie
Il étudie la zoologie et la paléontologie à l’université de Vienne où il suit les cours de Franz Werner (1867-1939), d'Otto von Wettstein Ritter von Westersheim (1892-1967) et de Jan Versluys (1873-1939). Il reçoit son doctorat en 1928 avec une thèse portant sur l’anatomie crânienne des serpents. Après un court passage à Berlin de 1931 à 1932, il émigre en Israël et entre à l’Université hébraïque de Jérusalem où il travaille jusqu’à son départ à la retraite en 1976.
Outre ses recherches en anatomie, il s’intéresse sur la distribution et la taxinomie des reptiles et des amphibiens du Moyen-Orient et participe à plusieurs expéditions dans cette région. Ses travaux permettent de décrire plusieurs nouvelles espèces et de démêler certaines situations taxinomiques confuses. Au fil du temps, il s’intéresse de plus en plus à la paléontologie (dont les fouilles de la grotte de Tabun). 
Il est l'auteur de 77 publications scientifiques. Parmi ses nombreux élèves, on peut citer Elazar Kochva (1926-), Eviatar Nevo (1929-) et Yehudah Leopold Werner (1931-).

## Taxons nommés en son honneur
- Acanthodactylus haasi Leviton & Anderson, 1967
- Sphenomorphus haasi Inger & Hosmer, 1965

## Quelques taxons décrits
- Acanthodactylus hardyi (Haas, 1957)
- Acanthodactylus schmidti Haas, 1957
- Atractaspis engaddensis Haas, 1950
- Pseudoceramodactylus khobarensis Haas, 1957
- Stenodactylus arabicus (Haas, 1957)
- Stenodactylus grandiceps Haas, 1952
- Stenodactylus slevini Haas, 1957